# Древарх-Просветлённый
Древа́рх-Просветлённый, или Человек-дерево (имя при рождении — Андре́й Валенти́нович Христофо́ров; 4 декабря 1964, Архангельск, РСФСР, СССР — 3 мая 2024, Архангельск) — российский общественный деятель, предприниматель, защитник природы, лидер движения «Посади своё дерево», фрик.

## Биография
Родился 4 декабря 1964 года в Архангельске. В 1985 году закончил Мореходное училище им. капитана В. И. Воронина. С 1989 года занимался предпринимательской деятельностью: окончил инвестиционные курсы и открыл в Архангельске брокерскую контору «Шанс». В 1994 году стал генеральным директором предприятия по озеленению города «Северная Роза». В штате предприятия было около 120 человек.
В том же году организовал общественный фонд «Посади своё дерево» и защитил в институте переподготовки и повышения квалификации работников образования диплом на тему: «Психологические особенности лидерства при организации нового общественного движения». Первая публичная акция движения «Посади своё дерево» состоялась в Архангельске в 1995 году: тогда ветераны посадили 50 именных лиственниц в честь 50-летия Победы в Великой Отечественной войне. Позже вместе с активистами движения А. В. Христофоров проводил другие акции и посадил свыше 1000 деревьев. Официально движение «Посади своё дерево» было зарегистрировано 3 марта 1999 года.
В 1998 году А. В. Христофоров передал все свои акции хозяйства «Северная роза» на безвозмездной основе, отказался от 3-комнатной квартиры в пользу своей жены и ушёл с должности генерального директора. С того времени он посвятил себя активной общественной деятельности по защите окружающей среды. По словам самого А. В. Христофорова, он «осознал себя деревом полноценным», понял, что у него род средний, что он «ни рыба, ни мясо, ни петь, ни рисовать», а может «только говорить „Сажайте, люди, деревья!“».
В 2003 году сменил антропоним на «Посад Вселеннович Древарх-Просветлённый». С тех пор имя и отчество менял регулярно. До начала 2011 года неизменной оставалась лишь фамилия «Древарх-Просветлённый», под которой А. В. Христофоров и фигурировал в сообщениях СМИ. Реже Древарха Просветлённого называли человеком-деревом.
В 2003 году Древарх Просветлённый выдвинул свою кандидатуру в депутаты Государственной Думы на выборы 7 декабря по федеральному одномандатному округу № 61. По данным социологических опросов за него готовы были проголосовать 2 % избирателей. Однако он так и не был зарегистрирован в кандидаты.
В 2004 году Древарх Просветлённый решил баллотироваться кандидатом на пост Президента РФ. Однако из 2 млн подписей, необходимых для регистрации, собрал лишь 500.
17 сентября 2004 года подал документы в избирательную комиссию Архангельской области на участие в выборах в областное Собрание депутатов IV созыва по избирательному округу № 6. Однако в регистрации Древарху Просветлённому было отказано.
В январе 2005 года подал заявление на участие в повторных выборах в Архангельское облсобрание в избирательном округе № 6 и выборах мэра Архангельска. Однако в обоих случаях и на этот раз получил отказ в регистрации.
В декабре 2006 года вновь выразил желание баллотироваться на пост президента РФ. Мотивом подобного решения было не стремление занять президентское кресло, а «донести до людей идею Вселенского Посада». Однако в январе 2007 года неожиданно изменил своё решение и стал агитировать за третий срок В. Путина.
В 2007 году окончил заочное обучение на факультете психологии, педагогики и права Столичной финансово-гуманитарной академии.
В феврале 2010 года архангельский областной центр судебной психиатрии выдал Древарху заключение на 11 листах, в котором говорится, что он может принимать важные решения и участвовать в общественной жизни. Экспертиза также не обнаружила у Древарха Просветлённого признаков ранее установленного диагноза параноидной шизофрении, поставленного в 2003 году.
В январе 2011 года под новым антропонимом «Евгений Павлович Пеньевской» Древарх Просветлённый выдвинулся одновременно на выборах в Архангельскую городскую Думу по избирательному округу № 4, Совет депутатов МО «Катунинское» и выборах главы МО «Соловецкое». В первых двух случаях ему было отказано в регистрации. На выборах главы МО «Соловецкое» официально был зарегистрирован кандидатом, однако постановлением территориальной избирательной комиссии повторные досрочные выборы были отменены.
В июле 2011 года вступил в Общероссийский народный фронт.
В декабре 2011 года под антропонимом «Дмитрий Анатольевич Медведев» выдвинул себя кандидатом в мэры Новодвинска, но новодвинская территориальная избирательная комиссия отказала в регистрации, поскольку не были предоставлены подписные листы и необходимые документы.
В начале 2012 года стал руководителем архангельского отделения «Партии любви», основанной экс-мэром Архангельска Александром Донским. 13 апреля 2012 года открыл учредительный съезд этой партии на железнодорожном мосту Архангельска, который вошёл в историю как самый короткий съезд в мире. Было заявлено лишь следующее: «Объявляю съезд „Партии любви“ открытым! Объявляю съезд „Партии любви“ закрытым!». После этого начались народные гулянья с катаниями и пивом.
В июле 2013 года выдвинут в качестве кандидата на пост мэра Северодвинска под именем Жерара Депардье. Впоследствии в регистрации ему было отказано.
В октябре 2013 года Древарх попал в реанимацию с кровотечением пищевода на фоне цирроза печени — последняя стадия гепатита C. Ему была сделана операция на печени и селезёнке.
В июне 2016 года Древарх, выступавший под именем Жерар Ксавьемарсельевич Депардье, был задержан в Архангельске судебными приставами. Доставленного в полицию Древарха задержали из-за его долга в 300 рублей, связанного с тем, что Древарх банально запутался в своих именах и допустил ошибку в одном из формальных документов.
В 2019 году принимал активное участие в протестах в Шиесе. 31 мая 2019 года был задержан близ станции за обстрел из автомата с мочой сотрудников ЧОПа и размазывание фекалий по крыльцу полицейского участка. 27 июня 2019 года по пути следования на станцию Шиес был задержан в поезде. По утверждению Древарха, полиция избила его при задержании и применяла электрошокер, из-за чего он сам был госпитализирован и пострадал сотрудник органов.  23 августа 2019 года активисту предъявили обвинения по ч.1 ст. 318 УК РФ (применение не опасного для здоровья насилия к сотруднику полиции) и взяли подписку о невыезде. Однако 15 сентября 2019 данная подписка была им нарушена и Древарх выехал на территорию Украины, попросив политического убежища. 17 сентября стало известно, что он уехал из РФ, опасаясь уголовного преследования. Сам он заявил, что его «нет и не будет никогда там, где ложь и фальсификация и вообще что-то высосанное из пальца». 31 октября 2019 года стало известно, что МВД объявило Древарха в федеральный розыск. В январе 2020 года он сообщил об угрозах со стороны российских спецслужб и планах его похитить.

Думаю, что дерево они хотят посадить. Но у них не получится, так как оно укореняется на украинской земле. Здесь мы сажаем дерево свободы, порядочности, чести, справедливости, для которого российская почва, к сожалению, стала неплодородной
— Интервью «Новой газете», 16 января 2020 года
Политического убежища на Украине Древарх не получил. В августе 2021 года он вернулся в Архангельск, где у него осталась семья. Суд отправил Древарха на пять суток под домашний арест, затем у него взяли подписку о невыезде. Древарх говорит, что готов сесть в тюрьму, поскольку для него это будет новый опыт: «Я живу на этом свете 57-й год, а в тюрьме ещё не был, уже и страх берёт, что можно прожить жизнь и не узнать, как живётся там».
Был трижды женат. От разных браков имеет 4 детей. Старшая дочь Древарха Просветлённого Елена стала «Мисс Архангельск-2011».
Скончался 3 мая 2024 года в реанимации Архангельской областной больницы. В конце апреля у него обострился цирроз печени. После кремации прах был похоронен на кладбище Южная Маймакса в Архангельске, рядом с могилой матери.

## Смена имён
С апреля 2003 года начал регулярно менять имя, фамилию и отчество. К апрелю 2012 года сменил 23 паспорта. Первый новый антропоним А. Христофорова — Посад Вселеннович Древарх-Просветлённый. Детей он также лишил прежнего отчества и сделал их Посадовичами.
Затем менял личное имя: сначала на «Всевышн», потом вновь на «Андрей».
Вскоре стал называть себя именем в честь месяца, а отчеством — в честь времени года (Август Летниевич, Октябрь Осениевич, Март Весениевич, Декабрь Зимниевич). При этом пытался менять паспорт каждый месяц, чем вызывал постоянное недовольство работников архангельского ЗАГСа. Вскоре Древарх Просветлённый решил выбирать имя в честь дней недели, а отчество — в честь месяца (к примеру, Среда Декабриевич), и тем самым менять паспорт каждый день. Однако работники ЗАГСа убедили его в невозможности подобных действий с технической точки зрения.
21 ноября 2008 года изменил антропоним на «Архангельск Всениженович Древарх-Просветлённый». Имя было выбрано в честь родного города, отчество — «за всех униженных, обиженных, обманутых».
В январе 2011 года сменил антропоним на «Евгений Павлович Пеньевской», под которым принял участие в муниципальных выборах того же года. В феврале подал документы на регистрацию имени «Владимир Владимирович Путин». Однако ЗАГС принял решение об отказе в регистрации. В апреле 2011 года Древарх Просветлённый подал заявление на регистрацию имени Михайло Васильевича Ломоносова. Для того чтобы выглядеть похожим на первого русского учёного, он собрался пойти с рыбным обозом в Москву и купить там парик с камзолом.
В мае 2011 года Древарх Просветлённый зарегистрировал себе антропоним губернатора Архангельской области — «Михальчук Илья Филлиппович». По словам самого Древарха, с этим именем он собирался баллотироваться на пост мэра Якутска, который сам И. Ф. Михальчук занимал в 1998—2007 годах. Однако позже от этих намерений отказался.
В интервью передаче «Человек и закон» в 2011 году заявил, что ему «хотелось бы отработать и в женской половине» и на сегодняшний момент судится за право называть себя именами среднего рода, поскольку является деревом.
В конце 2011 года Древарх-Просветлённый вновь сменил имя и стал полным тёзкой президента России Дмитрия Анатольевича Медведева. Под этой фамилией, именем и отчеством он выдвинул себя кандидатом на муниципальных выборах 4 марта в городе Новодвинске, но не смог набрать достаточное количество подписей, и был снят с предвыборной гонки.
В марте 2012 года стал полным тёзкой вновь избранного президента Владимира Владимировича Путина и назначил себе «инаугурацию».
В 2013 году он снова решил побороться за кресло в Северодвинске и Новодвинске и стал Жераром Ксавьемарселевичем Депардье.

## Образ жизни
Древарх Просветлённый был также известен своим экзотическим образом жизни. Как правило, он одевался в рубище и носил колпак в форме дерева — символа его движения. Нередко на свой колпак прикреплял мигалку. Также постоянными атрибутами Древарха Просветлённого являлись посох и сума. На голове он сделал себе несколько татуировок в виде символа движения «Посади своё дерево». Они обозначают вселенскую гармонию, а дерево на затылке якобы имеет четвёртый глаз и позволяло Древарху видеть то, что делается у него за спиной. С января 2007 года на некоторые из мероприятий Древарх-Просветлённый надевал искусственные крылья. Во дворе его дома стоит палатка, которую он называл «пирамидой» и использовал для медитации. Очень часто дома и на публике появлялся в полностью обнажённом виде, чтобы быть ближе к природе.
Свои транспортные средства (мопед, скутер, карт и «посадомобиль» («ГАЗ-3110») с пирамидой на крыше) называл «древархмобилями». 26 декабря 2009 года «посадомобиль» пострадал при пожаре; а в августе 2011 года злоумышленники угнали скутер, который спустя 3 дня был обнаружен сотрудниками ОВД Октябрьского округа Архангельска.
У Древарха Просветлённого также особая форма приветствия, которая выражается в поднятии трёх пальцев (указательный, безымянный и средний) на обеих руках, а потом их последовательном загибании. Загибание указательного пальца символизирует лозунг «Построй свой дом!», безымянного — «Вырасти своё дитя!», оставшегося среднего — «Посади своё дерево!».
Древарх Просветлённый стремился склонить всех жителей планеты к посадке деревьев («вселенскому посаду»). На каждое посаженное дерево его движение делает свой паспорт, где указаны точки координат. Себя он считал средним родом, как у слова «дерево», и судился с государством за признание этого пола в документах.
Со слов самого Древарха Просветлённого, он жил за счёт средств жены и пожертвований жителей Архангельска, многие из которых приглашали его на обед и ужин. Среди приглашавших были и мэры Архангельска А. В. Донской и В. Н. Павленко. Периодически посещал ночные клубы. На деньги, которые попадали в руки Древарха, он делал наклейки в форме деревьев. Кроме того, у Древарха Просветлённого была собственная валюта — древархики. Один древархик — одна улыбка. Стремился сделать древархик «конвертируемым», то есть повсеместным.
С ноября 2021 года в Поморской художественной галерее выставлен портрет Древарха работы архангельского художника В. Д. Трещева.

## Публичные акции
Древарх Просветлённый регулярно устраивал индивидуальные публичные акции, которые привлекали внимание не только городских, но и федеральных СМИ. Наиболее известные из них:
- 8 января 2007 года — забрался на вершину пятнадцатиметрового деревянного каркаса на центральной площади (в народе — «эшафот»), приспособленного для сооружения гигантского снеговика. К своему рубищу впервые прицепил крылья и с вершины каркаса стал агитировать за себя как кандидата в президенты.
- 11 января 2007 года — снова забрался на тот же каркас, откуда через мегафон кричал лозунги в поддержку президента Путина и размахивал плакатом «Путина на третий срок». После того, как экстренные службы города сняли Древарха с каркаса, с криками «Путин — наш президент!» он был увезён на машине «скорой помощи»[63].
- 15 января 2007 года — третий раз забрался на вершину каркаса и вновь агитировал за третий срок В. Путина. На этот раз был принудительно направлен в психиатрическую больницу, где организовал коллективное обращение пациентов к главврачу с требованием улучшить содержание и разнообразить питание больных и объявил голодовку, называя себя политическим узником. Однако через 10 дней суд принял решение отпустить Древарха из больницы и пришёл к выводу, что он в принудительном лечении не нуждается[10][64][65].
- 20 декабря 2009 года — забрался на верхушку главной городской ёлки Архангельска и через мегафон пытался донести недовольство новогодней традицией вырубать живые ёлки. Кроме того, потребовал личной встречи с мэром и губернатором и призывал их и всех архангелогородцев забраться к нему на ёлку. После тщетных попыток экстренных служб снять Древарха с ёлки на место происшествия выехали мэр города Виктор Павленко и губернатор Илья Михальчук. Последний сумел убедить его слезть с дерева, после чего Древарх удалился с губернатором на беседу и потом был отправлен в острое отделение Талажской психиатрической больницы, где прошёл курс лечения — 2 ночи и 1 день[66][67][68]. По словам Древарха Просветлённого, в больнице он «просветил тех древархов, которые ещё искали себя … Вот теперь они полноценные древархи. Они теперь там стоят, включённые в систему энергоинформационную, и радуются жизни, нашли себя»[7].
- 24 декабря 2009 года — попытался проникнуть в здание мэрии, где был задержан сотрудниками милиции и доставлен в отдел. Этим действием, по сообщению жены, хотел обратиться к мэру Архангельска «разрешить открыть ему общественную приёмную движения „Посади своё дерево“ внутри городской ёлки, что, возможно, было неправильно воспринято»[67].
- 5 июня 2010 года — полностью разделся и разгуливал по главной площади Архангельска (площадь Ленина). Вышедшие навстречу милиционеры пытались убедить Древарха Просветлённого одеться, ссылаясь на то, что он совершает мелкое хулиганство. Встретив неподчинение, милиционеры с применением наручников принудительно посадили его в милицейскую машину, отвезли в психиатрическую больницу и потом в ОВД[69][70].
- 25 марта 2012 года — под антропонимом Дмитрий Анатольевич Медведев был задержан сотрудниками полиции на Васильевском спуске в Москве. По словам источника, Древарх издавал нечленораздельные звуки и размахивал руками, при этом он был одет в рубище и традиционную шапку с установленной на ней красной мигалкой. С Красной площади столицы был направлен прямиком в городскую психиатрическую больницу № 3[71][72]. Уже 26 марта Древарх-Просветлённый был отпущен из психиатрической больницы[73]. По мнению экспертов журнала «Сноб», эта акция Древарха вошла в пятёрку самых ярких арт-акций, проведённых на Красной площади[74].
- 9 июля 2012 года прибыл в Сестрорецк для участия в акции против намыва новой территории города, где был задержан полицией за участие в несанкционированной акции[3].
- 21 сентября 2012 года, в преддверии выборов мэра Химок, на которых конкурентами единороса О. Шахова выступали экологические активисты Е. Чирикова и О. Митволь, приехал в город и устроил акцию посадки яблони с привлечением местных жителей: с ними поводил хоровод вокруг дерева, попел песни, раздал наклейки «Посади своё дерево!» и, пообещав одной из девушек явиться во сне, исчез на такси[75][76]. На акции Древарх очень ждал Олега Митволя и спрашивал у присутствующих мужчин, не зовут ли кого из них Олегом, заявляя, что тот должен был прийти со своими сторонниками[77]. Впоследствии О. Митволь прокомментировал эту акцию, как попытку демотивировать избирателей и обеспечить низкую явку.

Шла активная кампания по демотивации избирателей. В эту кампанию входила технология «карнавал», участниками которой были певец Паук, привезли даже против экологов из Архангельской области, выписали некоего Древарха, с мигалкой на голове мужчина ходил. Вопрос заключается в том, что пытались создать у избирателя ощущение карнавала, чтобы люди просто не пошли.
— Олег Митволь в интервью Коммерсантъ-FM, 15 октября 2012 года
- 1 мая 2014 года Древарх Просветлённый разгуливал по праздничному городу Архангельску с крыльями ангела за спиной[79].
- 1 октября 2017 года Древарх с прикреплёнными за спиной крыльями принял участие в архангельском митинге Алексея Навального, который заявил, что никогда не забудет эту поездку: «Я в безопасности? Да, наверное, ведь с нами тут архангел»[80].
- 18 марта 2018 года Древарх с прикреплёнными за спиной крыльями и пакетом конского навоза пришёл на избирательный участок № 64 в Архангельске, где проходили выборы президента Российской Федерации. Он хотел раскидать конский навоз по помещению, чтобы «удобрить» выборы. Полиция остановила активиста и не дала сделать ему задуманное. Тем не менее Древарху всё же дали возможность проголосовать на выборах[81].
- 31 мая 2019 года Древарх близ станции Шиес «обстрелял» из автомата с мочой людей, охраняющих выгрузку песка с вагонов, а позже размазал по крыльцу полицейского участка отходы своей жизнедеятельности. За это его и ещё одного активиста задержала полиция[30][31].